# Doroteusz V (prawosławny patriarcha Antiochii)
Doroteusz V – prawosławny patriarcha Antiochii w latach 1604–1611.